# Démétrios I. Baktrijský
Démétrios I. byl řecko-baktrijský král (vládl přibližně mezi lety 200–180 př. n. l.). Byl synem Euthydéma I. a kolem roku 200 př. n. l.. se stal jeho nástupcem; poté ovládl rozsáhlá území dnešního východního Íránu, Afghánistánu a Pákistánu, čímž vytvořil indo-řecké království, daleko od helénského Řecka.
Když se Démétriův otec Euthydémos I. chopil moci v Baktrii, seleukovský panovník Antiochos III. se pokusil oblast Baktrie dobýt zpět a znovu ji začlenit do své říše. Po počáteční prohrané bitvě se Euthydémos stáhl do Baktry, kde úspěšně přečkal tři roky Antiochova obléhání, který nakonec uznal nezávislost baktrijského území.
Jakmile na trůn nastoupil Euthydémův syn Démétrios I. Baktrijský, začal podnikat vojenské výpravy do severozápadních oblastí Indického subkontinentu, ve kterých tak navázal na svého otce. Indie byla v té době oslabena pádem dynastie Maurjů a Démétrios toho chtěl využít a vytáhl až k Patáliputře. Jeho dlouhodobá nepřítomnost v Batrii však pravděpodobně vedla k oslabení jeho moci na baktrijském území, čehož využil Eukradités. Ten se chopil baktrijského trůnu, čímž ukončil vládnutí Euthydémovců na baktrijském územím.